# Episodi di Imma Tataranni - Sostituto procuratore (prima stagione)
La prima stagione della serie televisiva Imma Tataranni - Sostituto procuratore, composta da 6 episodi, è stata trasmessa in prima visione e in prima serata su Rai 1 ogni domenica dal 22 settembre al 27 ottobre 2019.
| nº | Titolo                   | Prima TV          |
| -- | ------------------------ | ----------------- |
| 1  | L'estate del dito        | 22 settembre 2019 |
| 2  | Come piante fra i sassi  | 29 settembre 2019 |
| 3  | I giardini della memoria | 6 ottobre 2019    |
| 4  | Maltempo                 | 13 ottobre 2019   |
| 5  | Rione Serra Venerdì      | 20 ottobre 2019   |
| 6  | Dalla parte degli ultimi | 27 ottobre 2019   |

## L'estate del dito
- Diretto da: Francesco Amato
- Soggetto di: Salvatore De Mola, Pier Paolo Piciarelli e Mariolina Venezia
- Scritto da: Mariolina Venezia, Salvatore De Mola e Pier Paolo Piciarelli

### Trama
Durante una vacanza estiva a Metaponto, la sostituto procuratore Imma Tataranni vede galleggiare in mare un dito mozzato e tatuato. Interrotte le ferie e rientrata a Matera, Imma conosce il nuovo procuratore capo Alessandro Vitali e ritrova il giovane appuntato carabiniere Ippazio Calogiuri il quale, dopo aver contattato inutilmente diversi ospedali, pensa che il dito possa essere un oggetto di scena del film su Gesù con protagonista Sergio Covaser, denunciato qualche anno prima per aver picchiato una prostituta.
In un acquapark a Tursi viene trovato un braccio femminile tatuato, che secondo il medico legale Taccardi è stato amputato dopo l'uccisione della donna a cui apparteneva. Tataranni e Calogiuri si recano a Bernalda per parlare con Nunzia, una donna che qualche giorno prima si era presentata al Pronto Soccorso di Taranto senza un dito: ella dichiara di esserselo amputato per distrazione mentre stava tagliando il pollo e di non sapere che fine abbia fatto. Nel giardino, Imma e Ippazio incontrano una ragazza, Leila, che Nunzia presenta come la nipote di una vicina.
In un caseificio viene trovata una gamba mozzata. Taccardi informa Tataranni che quella sulla mano era una decorazione all'henné che dura al massimo un mese, tipica del Nord Africa, mentre il tatuaggio sulla gamba è permanente; dall'esame autoptico svolto sul braccio risulta che la vittima non doveva avere più di vent'anni. Analizzate le impronte digitali prese ai migranti, si scopre che la ragazza si chiamava Aida, era marocchina ed era immigrata clandestinamente in Italia quattro anni prima, e fuggì prima da un centro d'accoglienza e poi dagli arresti quando venne fermata per prostituzione.
Dopo aver ricevuto un'email di sfida, che però Vitali ipotizza sia opera di un mitomane, Imma, temendo più per l'incolumità della figlia adolescente Valentina, interrompe una festa allo stabilimento balneare Lido delle Sirene a Metaponto, dove Aida era stata vista con un cliente, e porta via la figlia, che si sente pubblicamente umiliata. Il giorno dopo Simone Vaccaro, proprietario dello stabilimento, racconta a Tataranni e Calogiuri di aver visto Aida in compagnia dell’attore Covaser, il quale conferma di aver fatto l'amore con la ragazza nel suo camper ma nega categoricamente di averla uccisa, alibi che può essere confermato dal guardiano del set poiché aveva visto la ragazza allontanarsi con un'amica che l'aspettava fuori dal camper.
Alla redazione del giornalista Pino Zazza arriva una email anonima con l'indirizzo di un'azienda agricola di Scanzano Jonico, dove vengono ritrovati tutti i resti mancanti tranne il bacino. Calogiuri verifica che i primi due luoghi del ritrovamento degli arti sono stati rilevati dopo una recente asta giudiziaria di cui si è occupato il giudice Eugenio Romaniello, il cui fratello Saverio è il presidente della Onlus a cui fa capo l'azienda agricola: il giudice afferma di non ricordarsi di essersi occupato di tali aste giudiziarie e chiede di dargli un po' di tempo per verificare, mentre Saverio ribadisce la sua estraneità ai fatti. Calogiuri scopre che l'azienda agricola viene gestita da Tommaso Staffieri, un ex detenuto che lavora lì grazie a Saverio. Quest'ultimo ha un passato turbolento che include quattro mesi in carcere per possesso di cocaina poiché il padre, sottosegretario ai lavori pubblici della Prima Repubblica, non fece nulla per impedirgli il carcere.
Mentre accompagna in autobus sua madre Brunella per il pranzo di Ferragosto dai suoceri, Imma parla con una ragazza che ha sulle mani dei tatuaggi simili a quelli di Aida e si fa dare il numero dell'estetista, la quale dice di aver imparato a farli da una ragazza marocchina di nome Leila. Ippazio informa Imma che Nunzia lavora nell'azienda agricola come bracciante in un campo di pomodori: la donna racconta di aver iniziato a lavorare lì dopo essere rimasta vedova, che vi conobbe Leila decidendo di ospitarla senza chiedere niente in cambio e che la ragazza le fece un tatuaggio sulla mano, ridandole il sorriso dopo tanto tempo in cui era sottoposta a condizioni insostenibili. Un giorno il caporale Staffieri tentò per l'ennesima volta di abusare sessualmente di lei, e Nunzia lo minacciò puntandogli il dito contro solo per vederselo tagliare dall'uomo con un falcetto: il dito in mare quindi era suo, infatti per medicarle la ferita le dovettero lavare via il tatuaggio. Staffieri viene quindi arrestato.
Imma fa pace con la figlia (che era andata a stare dall'amica Bea), poi incontra Saverio, che promette di porgere delle scuse a Nunzia. Mentre discute con la donna, Romaniello scorge Leila mentre li osserva di nascosto e la ragazza, una volta scoperta, si dà alla fuga ma viene investita da un'auto prima che Calogiuri possa fermarla. Ricoverata in ospedale, la giovane rivela che Romaniello, per soddisfare le proprie fantasie violente, si era rivolto ad Aida, mentre lei avrebbe dovuto solamente guardare; quando però Romaniello provò ad abusare anche di lei, Aida si gettò contro l'uomo per proteggere l'amica, venendo però uccisa, e lei fuggì nel campo di pomodori dove lavorava Nunzia. Imma mostra a Leila una foto di Vaccaro, che la ragazza conferma essere stato il protettore di Aida. Purtroppo, la giovane muore prima di poter firmare il verbale.
Tataranni intuisce che Vaccaro era l'unico a sapere dell'omicidio, e che per tenere sotto scacco Romaniello aveva cominciato a spargere pezzi del corpo in più punti, tutti riconducibili al suo cognome, tenendo per sé il bacino, l'unica parte che grazie al liquido seminale avrebbe potuto far risalire all'identità dell'assassino. Tataranni e Calogiuri si recano allo stabilimento ma non trovano Vaccaro, che è stato rapito, così ispezionano la sua barca e trovano il bacino. Due giorni dopo, Tataranni convoca Romaniello in Procura e gli espone la propria ricostruzione, aggiungendo che di Vaccaro sono sparite le tracce e che forse è stato ucciso. A quel punto l'uomo confessa l'omicidio e ricorda che, da quando passò quattro mesi in carcere senza che suo padre facesse nulla per impedirlo al fine di impartirgli una lezione, ne uscì peggio di prima e iniziò a fingere.
Vitali consegna a Imma i risultati del referto sul bacino, ammettendo di aver sempre creduto in lei e complimentandosi per il suo fiuto investigativo, oltre a consigliarle di concedersi dei giorni di riposo. Mentre si lascia trasportare dalle onde, Imma ripensa a quando si distingueva già da bambina.
- Altri interpreti: Elvira Zingone (PM D'Antonio), Anna Maria De Luca (Porzia), Annarita Colucci (Nunzia Campanile), Giampaolo Morelli (Sergio Covaser), Michele De Virgilio (Simone Vaccaro), Arianna Sorrentino (Leila), Fiorenza Armaiuoli (barista), Anna Rita Del Piano (estetista), Roberto Galano (Rinaldi), Eustachio Guida (bagnino), Licia Lanera (Anna Speranza), Chiara Lo Staglio (commessa), Antonio Montemurro (padre di Pietro), Ivana Pantaleo (viaggiatrice), Gianni Parisi (Eugenio Romaniello), Saverio Pietracito (proprietario del caseificio), Maria Rosaria Rizzi (moglie di Eugenio Romaniello), Maria Rosaria Russo (signora Vega), Thomas Semeraro (buttafuori), Michele Sinisi (Marco Speranza), Federico Tocci (direttore di produzione), Guendalina Losito (Bea).
- Ascolti: telespettatori 5 118 000 – share 23,3%[3].

## Come piante fra i sassi
- Diretto da: Francesco Amato
- Soggetto di: Salvatore De Mola, Michele Pellegrini, Luca Vendruscolo e Mariolina Venezia
- Scritto da: Mariolina Venezia, Salvatore De Mola, Michele Pellegrini e Pier Paolo Piciarelli

### Trama
Al liceo di Valentina viene proiettato un documentario sulla protesta del 23 novembre 2003 contro il deposito delle scorie radioattive a Scanzano Jonico; nel video compare anche Don Mariano, presente in aula, il quale ribadisce ai ragazzi che certe persone perdono il lume della ragione e del rispetto di fronte ai soldi. Nel frattempo, sul ciglio di una strada di Nova Siri, viene ritrovato il cadavere del giovane Nunzio Festa. Secondo Taccardi è stato ucciso al massimo alle 5 della mattina stessa ed è arrivato lì già privo di vita. Imma nota che il ragazzo porta un anello con il timbro della discoteca Magna Grecia, dove la sera prima era stato protagonista di una rissa.
Tataranni e Calogiuri incontrano il padre di Nunzio, Rosario, rimasto prematuramente vedovo, e la sua nuova moglie, la quale afferma che negli ultimi tempi il figliastro rientrava spesso tardi o non rientrava affatto; nella camera del ragazzo ci sono solo vestiti comuni, mentre quando è stato ritrovato dai carabinieri indossava abiti firmati. Imma parla con la fidanzata del ragazzo, Milena, dalla quale apprende che sia sua madre che quella di Nunzio sono morte a causa del cancro, e che tante altre persone della zona sono morte per la stessa malattia. La ragazza ha un livido sulla fronte, ma non spiega come se l'è procurato. Carmine, fratello di Milena, si dà alla fuga ma viene presto fermato: spiega di essere scappato per non essersi messo in regola con i prodotti alimentari che esporta, di aver picchiato Nunzio perché faceva il prepotente con sua sorella e di aver buttato un coltello a serramanico insanguinato dal finestrino della camionetta per non alimentare ulteriormente la sua pessima nomea, sangue che risulta essere di origini suina. Carmine, che ha un alibi in quanto ha passato la notte con una donna, viene scarcerato.
Ippazio trova nel computer di Nunzio una mappa topografica di Nova Siri segnata da numerose "X" e la mostra a Imma. Rosario spiega che il figlio non gli aveva mai dato una mano nell'orto, che voleva andare lontano e che ultimamente s'incontrava, senza mai dirgli di cosa parlassero, con un certo Emanuele Pentasuglia, titolare di un campeggio. Quest'ultimo afferma che la notte dell'omicidio si trovava al campeggio, ma nessuno può confermare il suo alibi. Imma incontra per caso Milena e cerca di avviare una conversazione riferendole di aver firmato l'ordine di scarcerazione del fratello Carmine e lei, dopo che Imma la esorta a non tenersi tutto dentro, confessa di aver litigato duramente col fidanzato.
Imma partecipa malvolentieri ad una cena tra ex compagni di classe; osservando un articolo su una rivista che parla del recupero di reperti tramite metal detector, ricorda di aver visto un piccolo frammento antico e un disco in camera di Nunzio. Il giorno dopo si fa spiegare da un restauratore che si tratta di pinakes, antiche tavolette votive greche di grande valore al mercato nero, facilmente rintracciabili col metal detector. Imma crede che Nunzio fosse coinvolto in una storia di tombaroli, forse con la complicità di Emanuele, così incarica Ippazio di scoprire se l'uomo ha precedenti del genere e di controllare la situazione patrimoniale della famiglia Festa; nel mentre non riesce a ottenere il rito per direttissima nei confronti di Romaniello, che perciò rimarrà agli arresti domiciliari fino alla prossima udienza.
Imma scopre che il disco trovato in camera di Nunzio, creduto fino a poco prima un portacenere, è in realtà un metal detector con sopra un frammento di pinakes: probabilmente le "X" sulla mappa indicano l'ordine degli scavi. Il ragazzo non aveva un conto a suo nome né in banca né alla posta, ma possedeva solo una carta ricaricabile. Suo padre invece aveva un conto con le rate del prestito per pagare gli stipendi dei suoi contadini, ma c'è un'anomalia: nonostante non abbia pagato le rate per dieci mesi, due giorni dopo la morte del figlio ha versato 10mila euro risolvendo la situazione. La moglie di Rosario aveva scoperto da sola che l'uomo aveva fatto il prestito per pagare i contadini, decidendo di dargli i soldi necessari per le rate nonostante poi la cooperativa sia fallita lo stesso. Tataranni riferisce alla donna delle voci sulla sua presunta relazione con Nunzio, una diceria a cui nemmeno suo marito crede, e sul matrimonio per soldi: in effetti la donna lo conobbe e sposò quando era benestante, ma è solo quando vide tutti i sacrifici fatti per pagare il dovuto ai suoi dipendenti che capì il tipo di uomo che aveva accanto, innamorandosene.
Imma riferisce a Milena del pettegolezzo su Nunzio e la matrigna messo in giro da Adele, la donna con cui Carmine era stato, fatto alla base della rissa tra il fidanzato e il fratello. La giovane racconta che un giorno lei e Nunzio andarono in un boschetto sulla collina dove fecero l'amore, ma che a un certo punta lui si allontanò e quando tornò le disse che aveva da fare con Emanuele. Milena, Imma e Ippazio si recano nella zona in cui Nunzio si era diretto e dove incontrano il proprietario del podere, il quale sostiene di voler usare come concimaia lo scavo trovato da loro e di non sapere cosa ci fosse prima. Quello scavo è uno dei tanti segnati con le "X" dove il ragazzo aveva trovato i reperti che si era messo a vendere molto probabilmente in compagnia di Emanuele, che in precedenza aveva rotto i rapporti con dei tombaroli professionisti e che confessa di aver venduto pinakes e una statuetta di bronzo funeraria di altissimo valore a Romaniello, ma di non aver mai ricevuto i soldi. Romaniello nega di aver mai accettato acquisti illegali di reperti archeologici e sostiene di non aver avuto niente a che fare con Nunzio, per poi smentirsi col suo avvocato una volta che Tataranni se ne va.
Il motivo per cui i proprietari dei poderi segnati si sono improvvisamente arricchiti è dovuto ai prestiti a tasso zero di amici e famigliari; l'unico a non aver fatto spese pazze è stato Antonio Palma, che continua a coltivare la terra. Tataranni decide di firmare l'autorizzazione per scavare nei terreni degli altri possidenti e mostra a Don Mariano la mappa di Nunzio: lei pensa che le "X" indichino i luoghi in cui sono stati interrati rifiuti tossici e si domanda se il ragazzo abbia trovato anche quelli oltre ai reperti, ma Don Mariano ne dubita perché se così fosse il suo corpo non sarebbe mai stato fatto ritrovare dai criminali. Calogiuri convoca separatamente Palma e Festa: il primo conferma che gli è stata promessa una grande cifra in cambio del permesso di versamento di rifiuti tossici nei suoi terreni, però non vuole che l'amico lo sappia perché, anche se inizialmente voleva dirgli che suo figlio si era messo nei guai, ha fatto passare troppo tempo e quando l'hanno ucciso non ha ritenuto necessario dovergli dire più niente per rispetto della memoria di Nunzio: infatti era stato proprio lui a chiedergli di interrare i rifiuti tossici, offrendogli 10mila euro subito e altri 40mila a cose fatte, mentre a lui sarebbe spettato il 10% dell'affare.
Cercando gente a cui vendere i reperti, Nunzio venne contattato da qualcuno interessato più alle cavità che ai reperti, e gli venne chiesto di offrire ai contadini amici del padre parecchi soldi di anticipo per far sotterrare materiale illecito nei loro terreni: Tataranni ipotizza che quel qualcuno sia Romaniello, dato che è stato l'ultimo ad averlo incontrato prima che iniziasse a contattare i contadini. Imma incontra Milena e le dice di aver capito da alcuni segnali lasciati in passato che è incinta e che Nunzio non voleva quel bambino: il livido in fronte glielo lasciò il ragazzo perché non aveva mai sopportato di vederla piangere, come in quel momento. Riguardo ai rapporti di Nunzio col padre, Milena riferisce che il giovane iniziò a disprezzarlo dal fallimento della cooperativa, accusandolo di servilismo. Imma e Ippazio si recano dai Festa e, mentre lui aiuta la moglie di Rosario a sistemare i bagagli in vista di una vacanza in Sicilia, lei espone all'uomo i fatti: hanno scoperto che Nunzio era entrato in un giro di ecomafie e voleva che anche suo padre accettasse di interrare rifiuti tossici, per questo ha ucciso suo figlio. Rosario racconta che Nunzio era ossessionato dalla povertà, gli rinfacciava colpe che non aveva e gli disse che aveva già preso accordi con i mafiosi per l'interramento. Egli però non voleva veder avvelenata la propria terra, così il figlio cominciò a insultarlo mostrandogli l'anticipo e dicendogli che ormai era troppo tardi: in un batter d'occhio, quasi senza rendersene conto, Rosario lo accoltellò.
Imma, che aveva punito Valentina vietandole di andare al prossimo concerto di Achille Lauro (di cui anche Nunzio era fan) poiché si era nascosta in un bagno per disabili con l'amica Bea per sfuggire a una lezione, ripensa a un episodio della sua gioventù e decide di fare una sorpresa alla figlia accompagnandola al concerto.
- Guest: Achille Lauro (se stesso).
- Altri interpreti: Daphne Scoccia (Milena Amoroso), Monica Nappo (Stella Pisicchio), Tony Laudadio (Rosario Festa), Gaetano Solfrizzi (Angelo Latronico), Andrea Lehotská (moglie di Rosario), Teodosio Barresi (nonno di Milena e Carmine), Anna Cimarrusti (professoressa Mastrangelo), Cinzia Clemente (ex compagna di liceo di Imma), Tommaso Carone (gruista), Paolo Cosola (Nunzio Festa), Francesco De Vito (Pino Montemurro), Mihaela Amisoara Diaconita (Dorina), Annamaria Di Cesare (ex compagna di liceo di Imma), Vito Facciolla (Ignazio Mileo), Giovanni Galati (camionista), Pierluigi Gigante (Carmine Amoroso), Ilir Jacellari (Nicolaus), Azzurra Martino (Nicoletta Mannarella), Nicoletta Marzano (ex compagna di liceo di Imma), Alessandro Michelangeli (giudice), Eleonora Russo (Carmela Guarini), Maria Rosaria Russo (signora Vega), Alessandra Sarno (professoressa Todisco), Pietro Sarubbi (Antonio Palma), Carmela Aguirre (Diana a 15 anni), Sara Arnone (Imma a 15 anni), Angelica Loschiavo (studentessa), Guendalina Losito (Bea), Giulia Martino (Stella Pisicchio a 15 anni).
- Ascolti: telespettatori 4 389 000 – share 20,1%[4].

## I giardini della memoria
- Diretto da: Francesco Amato
- Soggetto di: Salvatore De Mola, Luca Vendruscolo e Mariolina Venezia
- Scritto da: Mariolina Venezia, Salvatore De Mola, Luca Vendruscolo e Pier Paolo Piciarelli

### Trama
In una gravina fuori Matera viene trovato il corpo mummificato di Domenico Bruno, un architetto scomparso 15 anni prima, che a un primo esame pare sia morto per un incidente. Tataranni partecipa a un convegno di Giulio, figlio di Domenico, che dalla cancelliera Diana De Santis scopre essere stato in cattivi rapporti col padre. Parlando con Don Mariano, Imma scopre che Domenico aveva vinto un appalto per un progetto chiamato I giardini della memoria, ma non se ne fece niente. Un particolare delle scarpe, il sentimento visionario ed ecologista e l'auto parcheggiata lontano, fanno pensare a Imma che si sia trattato di un omicidio. Da un'analisi al cranio, Taccardi rileva che l'uomo è stato colpito alla testa da un corpo contundente, probabilmente ferroso.
Tataranni e Calogiuri parlano con Giulio, il quale rivela di aver cominciato a odiare suo padre da quando divorziò dalla moglie, ritenendo che sua madre abbia cominciato a stare male a causa di ciò. Quest'ultima racconta che prima di lasciarla suo marito era allegro, forse innamorato, ma che di lei non lo è stato mai, e che piaceva molto alle donne per il fascino dell'intellettuale. Tuttavia, da una lettera Imma ipotizza che l'architetto fosse segretamente omosessuale; lo stesso Giulio ne era al corrente, dicendole che Domenico era un idealista ma che ipocritamente non aveva mai avuto il coraggio di dire la verità, e che un giorno origliò una chiamata di suo padre e scoprì che intratteneva una relazione con un uomo, rimanendone sconvolto.
Jessica Matarazzo, nuova agente di polizia giudiziaria venuta da Catania, ipotizza che Domenico possa aver frequentato uno dei locali gay di Bari, dove era docente universitario. Poco prima della scomparsa, Domenico aveva ricevuto molte chiamate da un numero fisso di Matera, e si comportava come se sapesse che stava per succedergli qualcosa. Diana chiama Imma e scopre che Domenico era in contatto con lo studente Andrea Saponaro, ora direttore di uno studio grafico, sposato e padre di una bambina: Andrea tiene a specificare di non essere omosessuale e di aver avuto solo una storiella con il professore quando era ventenne, sentendosi dire che era la prima volta che si era innamorato veramente; in seguito visse a Milano, poi tornò a Matera dove conobbe sua moglie, ma un anno dopo Domenico lo richiamò per riprendere la relazione. Tataranni gli spiega che poco prima di morire egli fece diverse telefonate a un negozio di alimentari appartenuto alla zia di Andrea, e gli parla della lettera che lui stesso scrisse al professore, al che Andrea chiede di potersene andare, lasciando l'edificio visibilmente nervoso e turbato. La sera stessa, dopo aver letto un articolo che lo indica come sospettato dell'omicidio, Andrea si suicida.
Un collaboratore di Andrea si presenta afferma di sentirsi colpevole del suo suicidio dato che, durante una passeggiata, Andrea gli confidò di aver paura che si alzasse un polverone soprattutto perché erano amanti, ma non avrebbe mai immaginato che sarebbe arrivato ad uccidersi; inoltre racconta che una sera di molti anni prima notò Andrea piangere nel negozio di alimentari della zia mentre parlava con un uomo, che crede fosse l'architetto, dato che Andrea gli aveva detto che voleva mettere in chiaro con Domenico di non essere innamorato di lui. La sera del funerale di Andrea, Tataranni ne incontra la madre: la donna spiega di come in passato difese il figlio dalle cattiverie della gente, ed è certa della sua innocenza; saputo dei tentativi di contatto del professore, lei lo minacciò due giorni prima della sua scomparsa, ma Domenico sostenne di voler solo proporre un lavoro ad Andrea, che da quel momento si ammalò e per un po' di tempo non uscì di casa.
Durante un'escursione col marito Pietro sul luogo del ritrovamento, Imma apprende da un archeologo che 15 anni prima vi furono effettuati degli scavi archeologici per riportare alla luce una necropoli sannita ma non fu trovato nulla, solo una grande cavità: l'unica conseguenza degli scavi fu la caduta del vincolo ambientale. Imma fa redigere a Diana una documentazione completa sul Vallone della Femmina sia prima che dopo la scomparsa di Domenico, e sugli scavi di 15 anni prima: questi ultimi furono ordinati dalla Soprintendenza e l'ecosistema ne uscì distrutto, con la conseguente rimozione del vincolo ambientale. Una ditta chiese di costruirci un centro residenziale progettato da Giulio, ma non se ne fece nulla: solo di recente Giulio ha ripresentato la proposta, stavolta con un progetto chiamato Il giardino. Calogiuri parte per seguire un concorso per diventare maresciallo e Jessica lo saluta baciandolo, ma lui la respinge. Imma osserva la scena da una finestra, visibilmente intristita per la sua partenza, seppur temporanea.
Subito dopo la morte del padre Giulio presentò un progetto presidenziale per deturpare un'area che invece Domenico intendeva proteggere. L'uomo quindi si sarebbe allontanato da suo padre non perché omosessuale, ma perché si opponeva ai suoi progetti: in effetti Domenico voleva denunciare la ditta del figlio perché era convinto che l'unico obiettivo fosse non l'eventuale ritrovamento nella necropoli sannita, ma la rimozione dei vincoli ambientali, anche se infine non lo fece. Su richiesta di Tataranni, Giulio racconta che da giovane, a causa delle sue tendenze violente, suo zio Santino fu spedito dai genitori in Argentina dopo un anno di carcere per proteggerlo da sé stesso; suo padre disprezzava il fratello descrivendolo come fascista, bigotto e ignorante, ma in qualche modo lo rispettava. Giulio propose allo zio di tornare in Italia per convincere il fratello a non denunciarlo, dandogli in cambio del denaro, ma Santino chiese al nipote troppi soldi: Giulio cercò di prendere tempo, ma dopo un po' suo padre scomparve e suo zio tornò in Argentina in fretta e furia. Inoltre Giulio sapeva prima della sua partenza che suo padre aveva dato al fratello 100mila euro, dicendosi stupito perché Domenico non era uno scialacquatore, e che la cosa lo fece arrabbiare perché era convinto che quei soldi fossero destinati a lui e sua madre; poi aggiunge che del suo progetto non se n'è fatto più niente dopo il cambio d'amministrazione, ma che spera di poterlo realizzare dopo l'elezione del nuovo presidente della regione.
Dalle ricerche di Diana risulta che Santino è tornato in Argentina dopo la scomparsa di suo fratello, e non prima come invece è stato detto in televisione. Non solo: Santino è tornato in Italia per assistere al funerale del fratello, ed è in procinto di ripartire. Imma chiama Ippazio e riesce a far convocare Santino: l'uomo dice di non essersi presentato in chiesa perché era legato a Domenico ma non alla famiglia né alla città, di aver viaggiato per la Basilicata nei giorni precedenti alla partenza, e di essersi fatto un anno di carcere per aver picchiato un ragazzino del quartiere dopo che aveva offeso il fratello. Imma gli chiede perché il fratello gli ha regalato 100mila euro e se è stato al Vallone della Femmina quando tornò dall'Argentina, ottenendo un diniego, e quando gli domanda se sapeva che Domenico era omosessuale, Santino interrompe l'interrogatorio.
Una frase pronunciata da Vitali fa venire a Imma un'intuizione: da Giulio scopre che il numero di scarpe di suo padre è 40, mentre quello del cadavere è 43/44. Il giorno dopo Tataranni riconvoca Santino e approfitta di un suo momento di distrazione per far analizzare le sue impronte digitali da un bicchiere, poi gli chiede se ha ucciso suo fratello perché aveva scoperto che era omosessuale. Jessica riceve i risultati e fa un cenno a Imma, la quale suppone che Santino abbia ucciso il fratello perché non poteva tollerare di aver passato un anno in carcere a causa della sua omosessualità, creduta fino a quel momento una falsità; il corpo però è rimasto in una posizione strana, tale e quale a 15 anni prima, inoltre le scarpe sono fatte di carpincio, un esemplare che si trova soltanto in Argentina, e il loro numero non coincide con quello che indossava Domenico. Le impronte digitali parlano chiaro: lui non è Santino, ma Domenico, tornato a Matera per il funerale del fratello per fare i conti col passato.
Domenico confessa: non voleva che il centro residenziale venisse costruito, per di più dal figlio. Santino provò a spaventarlo per conto del nipote e Domenico promise di consegnargli la stessa cifra proposta dal figlio per farlo tornare in Argentina. Santino accettò, ma al momento di firmare il bonifico la madre di Andrea chiamò Domenico; quest'ultimo, molto turbato, decise di portare il fratello al Vallone della Femmina dove erano soliti giocare da piccoli, e confessargli la verità. Santino divenne furioso accusandolo di avergli rovinato la vita e cercò di aggredirlo, ma Domenico lo uccise colpendolo alla testa con un pezzo di ferro: a quel punto decise di scambiare le loro identità non avendo niente da perdere, e di trasferirsi in un'altra città per non farsi scoprire dai conoscenti del fratello. Giulio, guardando il notiziario dell'arresto del padre, che quindi scopre essere vivo, sorride.
- Altri interpreti: Giada Laudicina (Cinzia Morelli), Ilaria Brusadelli (Penelope), Elvira Zingone (PM D'Antonio), Luca Avagliano (Ettore Rossetti), Pier Giorgio Bellocchio (Giulio Bruno), Mauro Conte (Andrea Saponaro), Mario Scerbo (Manna), Giorgio Careccia (Paolo Calandra), Giorgio Colangeli (Domenico Bruno), Maria Braia (intervistatrice), Egidia Bruno (madre di Andrea), Giustina Buonuomo (vedova di Domenico), Anna Maria De Luca (Porzia), Ilir Jacellari (Nicolaus), Giulia Klanac (attivista), Antonio Montemurro (padre di Pietro), Alessandra Sarno (professoressa Todisco), Guendalina Losito (Bea).
- Ascolti: telespettatori 4 401 000 – share 19,5%[5].

## Maltempo
- Diretto da: Francesco Amato
- Soggetto di: Salvatore De Mola, Pier Paolo Piciarelli, Luca Vendruscolo e Mariolina Venezia
- Scritto da: Mariolina Venezia, Salvatore De Mola e Pier Paolo Piciarelli

### Trama
Imma fa un sogno in cui lei e Ippazio si baciano appassionatamente, rendendo chiara l'attrazione che prova verso il sottoposto. Vitali informa Tataranni che il deposito in cui era contenuta l'unica prova contro Romaniello è stato distrutto da una fuga di gas, forse di origine dolosa: la cosa rischia di far saltare decine di processi  e Imma teme che Angelo Latronico, l'avvocato di Romaniello, possa chiederne la scarcerazione e l'annullamento del processo. Vitali apre un'inchiesta che però non porta risultati.
Ippazio torna a Matera per testimoniare a un processo e passa a salutare Imma, ma Jessica li interrompe a causa del ritrovamento del corpo di una giovane donna apparentemente gettatasi da un muraglione. Osservando il cadavere Imma riconosce Donata Miulli, una giornalista precedentemente incontrata in Procura che sosteneva di aver rivelazioni scottanti sull'onorevole Luigi Lombardi, candidato alla presidenza della regione, di cui è stata amante. Taccardi ipotizza che sia morta la sera prima tra le 18 e le 20.
Tataranni e Matarazzo parlano con i genitori della ragazza, i quali l'hanno vista l'ultima volta la mattina del giorno precedente prima che andasse a cercare lavoro presso un ristorante; il padre di Donata si sfoga furiosamente rimpiangendo tutti gli sforzi fatti dalla figlia e accusando la società di non supportare i giovani. Imma e Diana parlano col gestore del ristorante in cui Donata avrebbe dovuto sostenere una prova, scoprendo che la ragazza non si era presentata dicendo di non sentirsi bene; il cameriere Luciano, che aveva frequentato Donata fino alla sua morte, crede che il malore fosse una scusa ed è convinto che non si sia suicidata dato che amava troppo la sua terra per lasciarla. Intanto, in un servizio televisivo, Romaniello dichiara di essere scontento che l'unico motivo per cui il processo a suo carico è stato chiuso è a causa della distruzione dell'unica prova, da lui giudicata "discutibile", contro di lui, perché era certo che avrebbe dimostrato la propria innocenza in aula.
Imma va Roma dove Ippazio che la accompagna fino al Parlamento per incontrare Lombardi: il politico ammette di aver conosciuto Donata alcune settimane prima, ma di non averla sentita ultimamente; ha un solido alibi poiché il giorno della morte della ragazza era impegnato in un convegno. Ippazio scopre che Donata era molto amica dell'aspirante attrice Maddalena Bartoli, alias Lolita Tiger, con la quale a un certo punto aveva smesso di scriversi; il profilo social di Maddalena risulta chiuso al pubblico, così Imma incoraggia Ippazio a diventarne amico. Il mattino seguente Imma giunge a Cinecittà, dove Maddalena sta sostenendo un provino: la giovane è a conoscenza della tresca tra Lombardi e Donata, che sono stati insieme per sei mesi fino quando Lombardi improvvisamente la lasciò; l'amica non le volle dire il motivo, e quando tornò a Matera non si fece più sentire.
Diana racconta che Donata è stata avvistata di mattina alla stazione degli autobus di Matera da Nunziatina, un'anziana di Grottole, cosa impossibile poiché è stato accertato che la sua morte è avvenuta la sera precedente; se però le analisi dovessero risultare errate, questo consentirebbe di sospettare di Lombardi. Nunziatina conferma di aver visto proprio Donata, di cui è stata levatrice e che salvò in quanto nata prematura, con indosso dei pantaloni neri e una pelliccetta rosa.
Il registratore digitale della ragazza viene ritrovato e il contenuto è sconvolgente: Lombardi lascia Donata dicendole di essere suo padre, avendo commesso quindi incesto. Con un movente a disposizione, Imma ordina a Diana di redigere un'informativa su Lombardi, sua moglie e i genitori di Donata. Imma crede che Donata volesse ricattare Lombardi rivelando la cosa alla ricca moglie dell'uomo: il fatto della figlia segreta e dell'incesto consumato avrebbe avuto sulle elezioni un peso molto maggiore rispetto a un tradimento extraconiugale. Diana scopre che negli anni ottanta Rosanna, la madre di Donata, faceva parte di un'associazione culturale con sede a Potenza, dove abitava il giovane Lombardi, quindi potrebbero essersi conosciuti là.
Tataranni assiste ad un dibattito televisivo tra Lombardi e l'avvocato Zakary, poi interroga il politico nel suo camerino: egli aveva un incontro con le associazioni ambientaliste in Val d'Agri mentre il giorno prima, subito dopo il convegno, è ripartito per Matera in macchina da solo; nel pomeriggio aveva chiamato Donata, ma senza ottenere risposta, e l'ultima volta che la vide fu alla fine di febbraio alla Camera, quando ribadì di voler interrompere la loro relazione. Tataranni gli mostra il registratore digitale, così Lombardi rivela che, dai discorsi di Donata, capì di avere avuto una relazione con sua madre Rosanna; la donna però gli disse che non voleva più avere niente a che fare con lui e che avrebbe pensato da sola all'aborto. Dopo la scoperta, Lombardi decise di interrompere la relazione con Donata.
Rosanna rivela che quando rimase incinta di Lombardi lei voleva tenere il figlio ma lui no poiché pensava soltanto alla carriera, oltre al fatto che aveva già messo gli occhi sull'attuale moglie, molto più facoltosa di lei; Rosanna accettò di abortire perché non credeva di poter amare il figlio di una persona così ignobile. In seguito iniziò una relazione con il suo attuale marito, soprannominato Bakunin, che l'amava da sempre, e dopo due mesi rimase incinta di Donata, che nacque prematura. Lombardi, pieno di sensi di colpa nei confronti di Rosanna, si convinse di essere il padre perché i conti sembravano coincidere, saltando a conclusioni affrettate. Tataranni e Calogiuri discutono con Lombardi in merito ai discorsi fatti in campagna elettorale, molto promettenti, mentre quanto dichiarato ai giornali li contraddice; egli si giustifica dicendo che a volte la realtà è diversa dai sogni, un concetto inculcatogli proprio da Donata. La ragazza lo aveva informato di aver cenato con Zakary, col quale si era già messa d'accordo per ricattarlo con la registrazione, non aspettandosi una tale durezza da lei. Imma rivela a Lombardi che lui non è il padre di Donata perché Rosanna abortì, e che la ragazza è in realtà figlia del suo attuale marito, Bakunin.
Imma interroga Zakary e l'uomo afferma di aver incontrato Donata il giorno prima che morisse, la conosceva già perché gliene aveva parlato Lombardi come di una ragazza molto brillante. Gli si avvicinò dicendo di volergli parlare dandogli elementi per montare uno scandalo da cui Lombardi sarebbe uscito malissimo; la descrive come una ragazza estremamente cinica, che parlava dell'incesto come se fosse gossip. Zakary le chiese di fornirgli una prova, e lei rispose che gli avrebbe fatto avere una registrazione che in quel momento non aveva. Intuendo che non avrebbe ricavato granché entrò nell'auto di Zakary cercando di sedurlo, e lui rimase stupito dal suo atteggiamento, così diverso da quello descritto da Lombardi, sentendosi dare come risposta «Se uno è sempre uguale, sai che noia». Questa frase fa avere un'illuminazione a Imma, che chiede a Zakary se la ragazza avesse un tatuaggio con la faccia di una tigre e se indossasse una pelliccetta rosa, cosa che l'uomo conferma.
Imma spiega a Diana che il secondo cellulare di Donata ce l'ha sicuramente una sua amica che, spacciandosi per lei, ha ricattato Zakary dopo aver parlato al telefono con Lombardi, ed è chiaro che a Lombardi sembrasse strano che la ragazza lo trattasse così male: si tratta di Maddalena. Ippazio si innervosisce sostenendo che Maddalena ha avuto una vita difficile e che non sia un'assassina; Imma gli domanda come fa ad essere così sicuro che non sia stata lei, e lui risponde di aver da poco cominciato a frequentarsi con la ragazza. Imma insiste nel sapere se è mai stato a casa sua e se Maddalena possiede una pelliccetta rosa e dei pantaloni neri, e Ippazio risponde di sì. Maddalena sta partendo per la Spagna, così Imma chiede a Ippazio di convincerla a restare, perché altrimenti dovrebbero chiedere l'estradizione e con le prove in loro possesso non sarebbe affatto facile. Ippazio risponde di non voler fare l'infame, ma Imma ribadisce che si tratta di svolgere il suo lavoro. Imma convoca Maddalena, ma la ragazza non collabora, sebbene sia chiaro che abbia praticamente venduto la sua amica in cambio di soldi; le spiega che, dopo aver rivelato a Donata quanto sospettava, Lombardi aveva dato ordine di bloccare la giovane all'ingresso della Camera ma Maddalena, spacciandosi per l'amica, riuscì a distrarre il servizio d'ordine capendo che se voleva poteva farsi passare per lei. Maddalena se ne va, e Ippazio riafferma di non credere che sia lei l'assassina di Donata.
Mentre sono soli a casa della ragazza, Ippazio si fa dire da Maddalena la verità: secondo lei, Donata era «seduta su una miniera d'oro», ma non voleva andare fino in fondo e ha fatto la fine che meritava. Ippazio, turbato, le chiede se era arrabbiata con lei, Maddalena risponde che Donata la faceva arrabbiare, e che a volte quando è arrabbiata può fare cose tremende: ha ucciso lei Donata. Distrutto, Ippazio la fa arrestare. Imma interroga Maddalena: la ragazza si finse Donata per capire se fosse possibile ricattare Lombardi, ma le serviva la registrazione, quindi la mattina successiva chiamò Donata per incontrarsi a Pisticci; l'amica però voleva cominciare una nuova vita insieme al cameriere Luciano, e quando Maddalena le chiese il registratore digitale non glielo diede perché non lo aveva più con sé. Donata le disse che poteva lasciar perdere perché non sarebbe mai diventata nessuno approfittandosi di uno scandalo, e che non avrebbe mai voluto diventare come lei; dopo alcuni momenti di silenzio, Maddalena la spinse oltre un muretto. Inoltre, Donata le rivelò che Lombardi era coinvolto in una grossa faccenda riguardante l'ambiente di cui però sapeva ancora troppo poco.
La sera Imma prova a chiamare Ippazio, che non le risponde. Più tardi riceve un mazzo di rose che inizialmente crede essere un segno di perdono da parte di Ippazio, ma che in realtà le ha mandato Pietro, del quale apprezza il gesto.
- Altri interpreti: Angela Curri (Maddalena Bartoli), Giulia Vecchio (Donata Miulli), Ilaria Brusadelli (Penelope), Giada Laudicina (Cinzia Morelli), Shi Yang Shi (Zakary), Pietro Naglieri (Caramanna), Celeste Casciaro (Rosanna), Francesco Abbondanza (Mirko Palazzi), Stefano Azzarone Golia (responsabile produzione casting), Abdelkader B. Wannas Badri (venditore di rose), Polina Brasovan (aspirante attrice), Massimo Cagnina (signor Divella), Nicola Ciccariello (Bakunin), Luca Cuscianna (venditore di olive), Umberto De Leo (viaggiatore in autobus), Anna Maria De Luca (Porzia), Cosimo Frascella (Luciano), Cosimo Damiano Frascella (anziano fuori dal bar), Ilir Jacellari (Nicolaus), Maurizio Jiritano (avvocato di Maddalena), Angelina Nicoletti (signora fuori dalla maciara), Veronica Notturni (aspirante attrice), Camillo Paladino (anziano fuori dal bar), Alessandro Quinci (portiere), Fenicia Rocco (segretaria di Lombardi), Alessandra Sarno (professoressa Todisco), Simonetta Solder (Chiara Latronico), Tina Tempesta (Nunziatina Santarcangelo), Massimo Urbani (assistente casting), Antonio Valente (anziano fuori dal bar), Guendalina Losito (Bea).
- Ascolti: telespettatori 4 881 000 – share 22,9%[6].

## Rione Serra Venerdì
- Diretto da: Francesco Amato
- Soggetto di: Salvatore De Mola, Michele Pellegrini, Pier Paolo Piciarelli, Luca Vendruscolo e Mariolina Venezia
- Scritto da: Mariolina Venezia, Salvatore De Mola, Michele Pellegrini e Pier Paolo Piciarelli

### Trama
Ippazio è appena diventato maresciallo e viene festeggiato dai colleghi, ma si mostra ancora scosso dal caso precedente. Imma si ritrova a che fare con un caso che la tocca da vicino: la sua ex compagna di banco al liceo, Stella Pisicchio, è stata assassinata nel suo appartamento. Per terra sono state trovate delle chiavi, la porta di casa era chiusa a chiave e le finestre erano sbarrate: l'unica via di fuga possibile resta una botola sul soffitto del bagno. Taccardi stabilisce che Stella è morta per strangolamento. Il corpo è stato ritrovato da Anna, una sarta che abita al piano terra, la quale racconta di essere passata da Stella (dalla quale aveva ricevuto una copia delle chiavi) poco prima delle 8, imbattendosi nel suo cadavere, e che verso le ore 17 del giorno prima un signore sconosciuto che prima salì le scale e poi andò da lei per farsi rammendare l'orlo dei pantaloni.
Diana ricorda che l'ultima volta che lei e Imma hanno visto Stella è stato durante la cena fra ex compagni di classe fatta mentre erano in corso le indagini sull'omicidio di Nunzio Festa: Diana la ricorda come particolarmente intristita, come se si aspettasse qualcosa. Imma e Ippazio si recano ai Sassi per perlustrare il lamione (grotta palazzata) appartenuto alla famiglia Pisicchio, situato vicino alla chiesa di San Pietro Caveoso. Per un po' Imma viene accompagnata da Eustachio, chiamato da tutti Stacchio, un bambino che offre spiegazioni sui monumenti ai turisti e che abita nello stesso condominio di Stella, che descrive come una persona buona. Nel lamione Ippazio trova delle lastre fotografiche, mentre Imma prende una scatola in cui sono conservate delle fotografie di gioventù. Intanto Don Mariano chiede a Samuel, un ragazzo che sta aiutando a costruirsi una vita e che si scambia messaggi con Valentina, di scattare di nascosto delle foto che ritraggano Giulio Bruno, Zakary, Saverio Romaniello, Angelo Latronico, Luigi Lombardi e un sesto uomo mentre discutono sul progetto del grande centro residenziale.
Accompagnata a Grottole da Jessica, Imma viene a sapere da un macellaio che Stella passava le vacanze estive sempre in paese; una cliente dice di averla incontrata di recente quando chiese a lei e suo figlio le condizioni della strada per andare a Ginosa per incontrare un uomo verso il quale sembrava provare un certo rancore. Calogiuri avverte Tataranni che, sebbene Taccardi non abbia ancora concluso l'autopsia, ha scoperto che Stella era vergine. Nel sito d'incontri a cui era iscritta non aveva avuto fortuna, però intratteneva una corrispondenza con Dino Bizzarri, il quale racconta che lei voleva perdere la verginità. Inizialmente dubbioso, l'uomo ammette di aver ripensato alla proposta e aver telefonato a Stella, che però non voleva più fare niente; al termine della conversazione sentì la canzone E ti vengo a cercare di Franco Battiato. Arrivano i risultati dell'identikit sull'uomo sconosciuto: è Gaetano De Nardis. Intanto Brunella consegna alla figlia una prezioso braccialetto che dice essere un dono di suo padre per la sua nascita, cosa che a Imma risulta piuttosto strana poiché a quel tempo suo padre era disoccupato.
Tataranni e Matarazzo si recano al palazzo di De Nardis, sulla cui entrata sono incisi dei serpenti attorcigliati come stemma nobiliare e nel cui salone c'è un ritratto di Isidoro De Nardis, eroe risorgimentale che combatté per la spedizione dei Mille. De Nardis sostiene che Stella era ossessionata da lui e che andò al suo appartamento per dirle di smettere, senza ottenere risposta. Imma viene a sapere che Gaetano, come suo padre Annibale prima di lui, è pieno di debiti e viene aiutato a tirare avanti dai suoi concittadini, e che se dovesse vendere il palazzo di famiglia il Comune ne farebbe un monumento storico. Un vecchietto si lamenta della famiglia De Nardis, affermando che ha molti morti sulla coscienza. Parlando col geometra Francesco Calenzano, Imma scopre che l'interesse sul palazzo da parte del Comune c'è, e che Santina Scandiffio, una signora di Potenza che abita nello stesso condominio di Stella e Anna, chiamò per informazioni sulla struttura. Parlando con Anna, però, Imma scopre che è morta l'anno precedente, e che solo Stella badava a lei. Imma parla con Stacchio chiedendogli se il giorno della morte di Stella avesse notato qualcosa di strano, ma il bambino nega e afferma che Stella era ricca, cosa che a Imma non risulta.
Taccardi asserisce che i graffi sui polsi di Stella non sono stati provocati da manette o lacci, ma da una stretta non particolarmente forte. Imma spiega a Diana che Stella finse di essere Santina per non far risalire a lei le chiamate, effettuate probabilmente da un telefono pubblico dato che sui tabulati telefonici non c'è niente: Imma è convinta che Stella abbia cercato di proposito De Nardis, per questo ha chiesto informazioni sul palazzo. Al funerale di Stella Imma conosce Eufemia, un'estetista sua vecchia amica. Prima di andarsene, Imma si sofferma sulla lapide di Cenzino Latronico, un uomo che sua madre ha in diverse occasioni indicato come suo padre; si reca quindi in una gioielleria per consegnare il braccialetto e sapere da chi è stato acquistato.
Ippazio porta ad Imma un soprattacco di gomma trovato sul tetto di Stella oltre la botola, che corrisponde a una scarpa di taglia 36. Nell'appartamento di Stella sono state trovate molte impronte digitali di un bambino, forse di Stacchio. Calogiuri e Tataranni vanno al condominio dove trovano una piccola folla all'esterno; la madre conferma che Stacchio porta il 36 di scarpe e si mette a piangere perché suo figlio è scomparso dalla sera precedente. Imma chiede a Vitali di farsi affidare anche il caso della scomparsa di Stacchio, convinta che sia collegato al caso di omicidio: forse il bambino ha visto qualcosa dalla botola che dà sul tetto e l'assassino l'ha fatto sparire. Vitali decide di co-assegnare il caso a Imma e alla PM D'Antonio, la quale segnala che gli ultimi ad aver visto Stacchio sono i suoi amichetti del parco, due gemelli e una ragazzina, che si fa accompagnare dal fratello minore Nicolas. Stacchio aveva detto loro di dover badare ai fratelli minori; la madre, che doveva fare la badante di notte, pensò che si fosse trattenuto dagli amici, così portò gli altri figli dalla sorella, e la mattina seguente pensò che fosse andato a scuola, ma all'ora di pranzo ancora non si era fatto vivo e credette che fosse andato dal padre Vito (un trafficante di auto rubate per la Romania) per non farsi sgridare per il ritardo del giorno prima, sebbene il padre rispose solo la sera dicendo di non averlo visto. Imma va alla scuola di Stacchio dove, parlando con la maestra Strammiello, viene a sapere che Nicolas è il più spaventato da quella storia. Imma e Ippazio parlano con gli amichetti di Stacchio, e vengono a sapere che il bambino si era fermato davanti al parco col padre, il quale si mostra completamente disinteressato al figlio.
In un momento d'intimità Pietro dice a Imma che sembrano due serpenti, il che fa tornare in mente alla donna lo stemma nobiliare dei De Nardis e una panda rossa vecchio modello vista davanti al municipio di Grottole. Imma ci torna immediatamente per parlare con il barista, da cui apprende che la macchina appartiene al fruttivendolo; un cliente del bar, lo stesso che accusò i De Nardis, fa il nome di un certo Peppino e, grazie a sua madre, Imma scopre che l'uomo in questione è Giuseppe Pisicchio, nonno di Stella: le lastre trovate da Ippazio sono una delle testimonianze del massacro di migliaia di meridionali dopo il 1861 da parte dell'esercito piemontese per rappresaglia contro i briganti; Imma nota che un soldato dell'esercito è Isidoro De Nardis. Imma comprende cosa voleva Stella da Gaetano De Nardis: dopo aver trovato le lastre messe nel lamione del nonno e aver saputo che De Nardis voleva vendere il palazzo al Comune, pensò di ricattarlo poiché, se fossero spuntate delle foto dove l'eroe del risorgimento si era macchiato di un crimine così grande, il sindaco non avrebbe potuto approvare l'acquisto. Ippazio comunica a Imma e Diana di aver saputo dal fruttivendolo che quest'ultimo ha prestato la sua panda rossa a De Nardis in cambio della sua jaguar: l'uomo che è andato a prendere Stacchio al parco potrebbe essere proprio De Nardis, al quale Imma e Ippazio mostrano le lastre incriminate. Imma spiega che negli anni sessanta il nonno di Stella fece fortuna, al punto da arrivare a prestare i soldi alla famiglia De Nardis in caso di bisogno; tra le cose che Peppino si portò a casa era compreso un baule di lastre fotografiche ritrovato anni dopo nel lamione da sua nipote Stella. De Nardis ammette che Stella gli aveva parlato di quelle lastre, e che se le avesse rese pubbliche avrebbe compromesso la vendita del palazzo al Comune: Stella lo ricattò pretendendo 15mila euro, così andò da lei per trattare il prezzo ma non ricevette risposta. Imma gli chiede se conosceva Stacchio, ma l'uomo nega.
Calogiuri riceve un messaggio da un suo collaboratore: alla scientifica, l'analisi sulla panda rossa ha rivelato che sul tappetino del guidatore sono state trovate tracce di guano di pipistrello, di una specie particolare che si trova solo in una grotta chiamata appunto Grotta dei Pipistrelli. Purtroppo la scoperta è terribile: lì viene trovato il cadavere del piccolo Stacchio. De Nardis ammette di aver conosciuto Stacchio in casa di Stella quando la donna gli mostrò una delle lastre; siccome non aveva i 15mila euro chiesti dalla donna, chiese al bambino di prendere le chiavi di riserva per vedere se Stella teneva le lastre in casa così da poterle rubare. Le foto però si trovavano nel lamione, così Stacchio gli disse che poteva aprire la porta, ma in cambio di soldi; le lastre gli caddero e si ruppero, ma De Nardis gli diede comunque i soldi promessi convinto che, con le lastre rotte, Stella non avrebbe più potuto ricattarlo. Tuttavia De Nardis temeva che Stella possedesse delle copie così, volendo essere certo di non essere più ricattabile, suonò il campanello di Stella più volte, ma dopo aver aspettato un po' se ne andò. L'unico testimone degli incontri fra lui e Stella era il piccolo Stacchio: nella paura, De Nardis disse a Stacchio che a uccidere Stella era stato suo padre Vito, nascosto nella Grotta dei Pipistrelli. De Nardis lo portò lì ma, in preda ai rimorsi, decise di non ucciderlo e se ne andò lasciandolo solo nella grotta.
Imma fa convocare Eufemia e le mostra una foto di gioventù dove compaiono lei, Stella e Luca Lacerenza, il quale però non abitava a Grottole poiché ci veniva solo per le vacanze dato che la famiglia era emigrata in Svizzera; Eufemia non crede che fra Luca e Stella ci fosse stato qualcosa. L'ultima volta che ha sentito Stella è stato il giorno prima che morisse, dicendole di voler cambiare aspetto senza dirle il motivo. Imma chiama Valentina per sapere chi ha scattato una foto di lei e Bea, immaginando che sua figlia sorrida all'autore, Samuel; il giorno dopo Imma richiama Eufemia, la quale afferma che Stella in effetti era felice proprio per l'autore della foto: Francesco Calenzano, cugino di Luca. Imma ripensa all'appartamento di Stella, in cui trovò un album di Franco Battiato uscito nel 1988; nel retro della fotografia c'è scritto agosto 1988.
Tataranni rivela a Calenzano che De Nardis è indagato per duplice omicidio, ma restano ancora diversi punti da chiarire. Fingendo di notare casualmente le sue scarpe poiché insolitamente piccole si fa dire che porta il numero 36; Calenzano racconta di essersi trasferito a nemmeno 6 anni con la famiglia in Svizzera, precisamente a Winterthur. Ippazio gli dice che le impronte digitali trovate a casa di Stella non corrispondono a nessuno di quelli che frequentavano la casa e Imma gli mostra l'album di Battiato, poi gli fa notare che nella foto Stella non sorride a Luca, che pure è un bel ragazzo, ma a chi scatta la foto. Il giorno dell'omicidio di Stella qualcuno ha sentito E ti vengo a cercare, ma la cosa strana è che in casa mancava il lettore; in disparte, Diana chiama il numero di Calenzano, il quale per suoneria ha proprio il brano di Battiato, ma non risponde e mostra segni di turbamento. Calenzano dice che lo statuto di stagionale permetteva di restare in Svizzera non più di 9 mesi di seguito, così le vacanze estive le passava a Grottole; ricorda l'estate del 1988 come speciale, che Luca era molto amato dalle ragazze, soprattutto da Eufemia, la quale si portava sempre dietro l'amica Stella, e che quell'estate la radio trasmetteva sempre E ti vengo a cercare. Poi tornò in Svizzera e non la rivide per quasi trent'anni, rimanendo però in contatto epistolare; la rincontrò solo di recente davanti a Palazzo De Nardis, e da allora cominciarono a frequentarsi diventando amanti: per questo ha detto di non conoscerla, perché è sposato e con figli. Stella però era vergine, quindi lui sta mentendo.
In preda all'agitazione, Calenzano si mette a raccontare un fatto del passato: la legge sugli stagionali non consentiva di portare le famiglie in Svizzera, così i bambini erano costretti a rimanere in casa in assoluto silenzio, come se non esistessero; un giorno vennero dei poliziotti e sua zia, che lo chiuse in un armadio, venne portata in Questura per un controllo. Ritrovare Stella davanti al palazzo fu per lui una piacevole coincidenza, mentre per lei era segno del destino: Stella lo portò al ponte di pietra dove si baciarono la seconda volta dopo trent'anni. Un giorno Calenzano andò da Stella e iniziarono a baciarsi, ma quando la vide in intimo sexy rimase sorpreso perché da lei non se lo aspettava. Stella rispose alla chiamata di Bizzarri, e contemporaneamente Calenzano venne chiamato dalla moglie. dopo aver raccontato un'altra scusa alla moglie, Calenzano guardò Stella e fu come svegliarsi da un sogno: non aveva più voglia di stare con lei e voleva tornare dalla sua famiglia. Stella lo ricattò dicendogli che in tal caso avrebbe detto a sua moglie che erano amanti da anni, così gli sottrasse le chiavi; nel cercare di riprenderle, nella mente di Calenzano si sovrapposero i ricordi della penosa infanzia in Svizzera, così le strinse le mani al collo fino a strangolarla. Si sentì in trappola, come quella volta da piccolo chiuso in armadio. Squillò il campanello e dallo spioncino vide che si trattava di De Nardis, il quale rimaneva in attesa sul pianerottolo; nello stesso istante in cui Calenzano salì sulla botola, De Nardis se ne andò.
Fuori dallo studio ci sono la maestra Strammiello e Nicolas: il bambino racconta a Imma che voleva solo sapere dove Stacchio aveva nascosto i soldi delle mance dei turisti. Stacchio non voleva dirlo ai suoi amici, così un giorno lo inseguirono fino alla Grotta dei Pipistrelli dove lo circondarono; Nicolas non voleva picchiarlo, ma la ragazzina e i gemelli sì, così Stacchio scappò e cadde in un buco: all'inizio piangeva, poi smise. Nicolas credeva che si fosse solo addormentato e se ne andò. Vedendo Imma profondamente addolorata, Ippazio le stringe una mano e le accarezza una guancia.
Pietro va a trovare Cinzia per risolverle un problema alla tastiera, ma a sorpresa la sassofonista ha preparato una cena per entrambi per sdebitarsi; lui accetta di rimanere e manda un messaggio alla moglie dove scrive che è a cena dal collega Ridolfi. Imma riceve la chiamata dal proprietario della gioielleria, che le conferma che il braccialetto portato lì è stato comprato da Cenzino Latronico.
- Altri interpreti: Monica Nappo (Stella Pisicchio), Roberta Spagnuolo (Eufemia Abate), Elvira Zingone (PM D'Antonio), Giada Laudicina (Cinzia Morelli), Marcello Romolo (Francesco Calenzano), Shi Yang Shi (Zakary), Giuseppe Zeno (Gaetano De Nardis), Nicola Rignanese (Antonio Scaglione), Annachiara Canaro (commessa dell'oreficeria), Mario Capalbo (abitante di Grottole), Giulia Cifarelli (cliente anziana), Gianni D'Addario (barista), Anna Maria De Luca (Porzia), Tanino De Rosa (Dino Bizzarri), Mario Faccia (macellaio), Julia Ferrara (Ilona), Nicola Saverio Fortunato (cantore), Antonello Iacovone (Vito Quaratino), Ilir Jacellari (Nicolaus), Azzurra Martino (Nicoletta Mannarella), Irene Muscarà (Anna D'Avena), Eleonora Russo (Carmela Guarini), Alessandra Sarno (professoressa Todisco), Anna Terio (maestra Strammiello), Lia Trivisani (madre di Eustachio), Carlo Vetti (cliente anziano del bar), Sara Arnone (Imma a 15 anni), Pierfrancesco Calculli (compagno di scuola), Renato Coppola (amico di Bea e Valentina), Joshua Emanuele De Nicolò (Nicolas), Donato Iacovone (compagno di scuola), Giovanni Iacovone (compagno di scuola), Giada Ilarini (compagna di scuola), Giulia Martino (Stella Pisicchio a 15 anni), Gianni Pezzolla (bambino a scuola), Antonio Porro (Eustachio Quaratino), Domenico Scaringella (bambino a scuola).
- Ascolti: telespettatori 5 040 000 – share 23,3%[7].

## Dalla parte degli ultimi
- Diretto da: Francesco Amato
- Soggetto di: Salvatore De Mola, Luca Vendruscolo e Mariolina Venezia
- Scritto da: Mariolina Venezia, Salvatore De Mola, Luca Vendruscolo e Pier Paolo Piciarelli

### Trama
Imma riceve una chiamata urgente da parte di Don Mariano, il quale fissa un appuntamento a una stazione di benzina sulla strada per Miglionico; contemporaneamente Pietro si sente male a causa di un'intossicazione alimentare e Imma si vede costretta a portarlo all'ospedale, dopodiché telefona a Ridolfi per sapere cosa hanno mangiato la sera prima, ma nonostante lui tenti di dissimulare Imma capisce che il marito ha cenato con un'altra persona.
Diana informa Imma che Don Mariano è stato ucciso venendo investito da una macchina: per Tataranni è un colpo durissimo, che le provoca forti sensi di colpa. Ippazio manda le telecamere a una ditta di sicurezza milanese e inoltra la richiesta per i tabulati telefonici, mentre Taccardi dichiara che Don Mariano è stato investito almeno due volte ed è morto per lo schiacciamento della cassa toracica. Alla fondazione gestita dal prete Imma parla con Ilona, madre di Samuel, scoprendo che Don Mariano riceveva frequenti minacce di morte; mentre Samuel e la squadra di Imma cercano il tablet da cui il prete non si separava mai, la stessa Imma conosce Antonio Scaglione (il sesto uomo nelle foto scattate da Samuel), imprenditore e finanziatore della fondazione, il quale conosce Don Mariano da molti anni poiché lo aveva aiutato ad allontanarsi dagli usurai; ci sono anche i genitori di un ex drogato che Don Mariano aveva aiutato a ripulirsi, i quali accusano le istituzioni di aver abbandonato il prete, e chiedono che venga fatta giustizia almeno adesso.
L'imprenditore Bruno Mottola accusa Don Mariano di non averlo aiutato abbastanza con i suoi debiti ed è convinto che il prete prendesse delle percentuali per aiutare altri imprenditori indebitati. Imma, arrabbiata, gli chiede se tre anni prima qualcuno gli avesse ordinato di querelare il prete, ma Mottola non risponde. Valentina chiede alla madre perché ha visitato di rado il padre in ospedale; Imma (che, approfittando di Pietro addormentato, aveva controllato le sue chat scoprendo che il marito ha cenato con Cinzia) sfoga la sua frustrazione, dovuta sia al marito che al caso di Don Mariano, e viene consolata dalla figlia.
Dall'autopsia Taccardi non rileva nulla di nuovo, ribadendo il trauma fatale a cuore e polmoni e morte istantanea. Imma rivela a Ippazio che Don Mariano l'aveva chiamata per un incontro urgente, senza però accennare al motivo; ne parla anche con Vitali, al quale spiega di non sapere perché Don Mariano non volesse effettuare l'incontro in Procura. Dai tabulati telefonici portati da Jessica emerge che prima di morire Don Mariano aveva contattato spesso alcuni membri della sua associazione Anti Usura: solo un numero risulta sconosciuto, quello di un certo Pasquale Iannuzzi. Da Ilona, che aiutava Don Mariano in casa, vengono a sapere che Iannuzzi covava del risentimento verso il prete poiché aveva aiutato sua moglie Rosa, vittima di violenza domestica, a nascondersi. Ippazio scopre che cinque anni prima Iannuzzi era stato condannato per favoreggiamento per aver dato un passaggio a un membro della sacra corona unita, che ha un camion di sua proprietà che usa per lavoro e che ha tre denunce per maltrattamenti sulla moglie.
Imma visita Pietro senza portare l'anello del matrimonio, il marito accampa scuse sulla cena ma alla fine confessa di aver mangiato con Cinzia, senza però aver fatto niente di più. Diana porta a Imma una foto di Cenzino Latronico con i due figli, l'oculista Chiara e l'avvocato penalista Angelo. Latronico era il fondatore di un'importante impresa edile ed è morto il 2 luglio 2011, giorno della processione della Madonna della Bruna a cui la madre di Imma non volle assistere.
Ippazio si sfoga con Imma perché si sente in qualche modo escluso, ma si chiariscono subito. Imma mostra a Ilona e Samuel le chiavi trovate addosso a Don Mariano: due sono della casa e della fondazione, ma non riconoscono l'ultimo paio. Dopo la querela di Mottola l'associazione ha ricevuto molte intimidazioni e Don Mariano ha dovuto spostare la sede al Sasso Barisano, ed è stato proprio Scaglione a ospitarlo: forse le chiavi appartengono alla sede provvisoria. Parlando con Scaglione, Imma scopre che effettivamente le chiavi sono dell'appartamento nel quale, mentre si svolge il funerale del prete, Ippazio e il collega Capozza trovano Rosa. Iannuzzi ammette di aver chiamato spesso Don Mariano per sapere dove si trovava sua moglie, e che è proprietario di un'auto modello Twingo, dove ci sono segni di una colluttazione che Iannuzzi afferma essere dovuti a un cane. Dalle analisi sulle telecamere risulta che l'auto era stata usata da Don Mariano per andare alla stazione di benzina; quando entra Rosa, Iannuzzi prova ad aggredirla accusandola di averlo tradito con Don Mariano, e afferma di aver ucciso il prete; Imma però non crede alla confessione per il movente della gelosia, e Vitali decide di toglierle il caso. Imma visita la tomba di Don Mariano e scopre dal custode che dopo il funerale è stata visitata da un piangente Iannuzzi, che era solo. In Procura passa l'avvocato Latronico, annunciando che rappresenterà la difesa di Iannuzzi nell'imminente processo.
Pietro si scusa con Imma per il malinteso, dicendole che mentre era in ospedale avrebbe voluto dirle quanto si sente perso senza di lei e quanto l'ama. Samuel riceve una chiamata dalla segreteria dell'Accademia Piemontese di Alta Cucina: la domanda per il master di alta formazione professionale per chef è stata accolta, ed è stato Don Mariano ad inviarla a sua insaputa. Imma va in ospedale dove è ricoverato Iannuzzi, accoltellato da un detenuto; Vitali la fa uscire. Mentre se ne va con Ippazio, Imma riflette sull'analisi delle telecamere secondo lui, leggendo il labiale, Don Mariano avrebbe detto «Devo aspettare qua tanti anni», dove «tanti anni» in realtà è «Tataranni»: Don Mariano doveva incontrare Iannuzzi ma voleva che fosse presente anche lei, e quando Iannuzzi seppe che Imma sarebbe arrivata se ne andò. Imma e Ippazio sono convinti che l'uomo si stia prendendo la colpa per coprire qualcuno: è strano che sia difeso da Latronico, uno dei più costosi avvocati di Matera, quindi qualcuno deve averlo pagato per lui.
Mentre assiste al processo contro Iannuzzi, Ippazio riceve una telefonata dall'ospedale: l'uomo è scappato, probabilmente grazie ad un complice; la sera prima aveva fatto una telefonata, concessagli dal primario dato che Iannuzzi è malato di leucemia terminale e voleva avvisare la moglie. Imma crede che Iannuzzi sapesse da tempo della sua malattia ingannando tutti quanti, e quelli che hanno provato a ucciderlo sono gli stessi che sta coprendo e che hanno paura che parli. Vitali decide di riaffidarle il caso chiedendole di andare fino in fondo. Con Ippazio, Imma ipotizza che Iannuzzi abbia fatto un patto accettando di uccidere Don Mariano in cambio di soldi, probabilmente per dare un vitalizio alla moglie, la quale sarebbe rimasta senza un soldo alla sua morte. Ippazio rammenta che il campo in cui è stato ritrovato Don Mariano somigliano molto a quelli del caso di Nova Siri: forse il suo obiettivo era portarla là. Imma convoca Ignazio Mileo chiedendogli se ha cambiato idea accettando di far interrare rifiuti tossici nel suo campo: l'uomo confessa di averlo fatto per avere i soldi necessari per curare la figlia malata, ma di aver parlato solo con Nunzio Festa. Iannuzzi viene ritrovato ma, prima di essere catturato, viene ucciso da un uomo della 'ndrina Mazzocca, il quale viene colpito a sua volta, fatalmente, da Jessica. Dai risultati del RIS risulta che i bidoni trovati sotto al campo dove è stato ucciso Don Mariano contenevano rifiuti tossici: appare chiaro che Iannuzzi ha ucciso Don Mariano perché aveva scoperto qualcosa di grosso. Imma crede che il prete avesse convinto Iannuzzi a raccontarle di tutti i viaggi che faceva per i rifiuti tossici: infatti la sua leucemia è dovuta al contatto con tali scorie, essendo stato quel campo meta frequente dell'uomo.
Samuel rivela a Imma che qualche tempo prima Don Mariano gli aveva chiesto di seguire l'onorevole Lombardi e fare foto del posto dove andava, ovvero alla sede della Onlus di Romaniello, dove c'erano anche altre persone; Samuel sa che il prete aveva scaricato le foto sul tablet scomparso. Diana scopre che Scaglione due anni prima aveva ristrutturato la casa di Lombardi che si trova ai Sassi; da un giornale scopre che è stata approvata la costruzione di un centro residenziale progettato da Giulio Bruno, e l'appalto per la costruzione è andato alla ditta di Scaglione. Romaniello arriva in Procura per parlare con Vitali, al quale suggerisce di far trasferire la Tataranni.
Visionando una cassetta sul terremoto dell'Irpinia del 1980, Imma scopre che Scaglione ha lavorato alla ricostruzione delle abitazioni, quindi va a trovarlo dicendogli che il clan Mazzocca era in contatto con Romaniello, che Scaglione dice di aver incontrato per caso un anno prima. Imma gli rivela che Iannuzzi era malato di leucemia poiché trasportava rifiuti tossici illegalmente: il governo in vigore nel 2003 voleva sfruttare le cave naturali del paese interrando tutte le scorie radioattive d'Europa e d'Italia, ma in seguito alle ribellioni il governo rinunciò; la mafia però decise di sfruttare questa idea. Dopo aver scoperto di essere malato, Iannuzzi decise di parlarne con Don Mariano rivelando tutto, ma i Mazzocca vennero a sapere di questi incontri e chiesero a Iannuzzi di uccidere il prete in cambio di un vitalizio per la moglie. Tuttavia, l'uomo si è voluto cautelare portando Don Mariano in un campo dove aveva appena interrato rifiuti tossici, e dove infatti sono stati trovati tutti i veleni. Imma crede che sotto al Vallone della Femmina, dove deve essere costruito il progetto Il giardino, stiano interrando tonnellate di veleni, e che sul tablet scomparso ci sia un dossier sul progetto e su chi ha fatto affari. Scaglione racconta di aver fatto grandi sacrifici per dar vita alla sua ditta, e quando ci fu il crollo del 23 novembre 1980, credette che Dio si stesse accanendo contro di lui; fu allora che gli si avvicinò un uomo che non conosceva e che definisce «demonio». Memore della cassetta visionata, Imma gli chiede se l'uomo in questione si chiamasse Cenzino Latronico, e Scaglione conferma.
Imma parla con Porzia, addetta alle pulizie in Procura, dicendole che sua madre andava a fare le pulizie a casa di Latronico quando ancora non era nata; le mostra il braccialetto datole dalla madre e dice che l'uomo potrebbe essere suo padre. Porzia le rivela che sua madre e Latronico ebbero un unico rapporto, ma la donna se ne pentì per tutta la vita. Porzia però la rassicura dicendole che è figlia al 100% di Rocchino Tataranni, che quando a Latronico venne il dubbio si presentò con il braccialetto e sua madre non se la sentì di contraddirlo, e che negli anni la demenza senile le ha confuso i ricordi.
Imma riceve un pacco contenente il tablet di Don Mariano, inviatole da Scaglione, il quale si è pentito sentendo nella sua mente le grida di Don Mariano e Iannuzzi, e pensando a quanti lucani potrebbero morire se dovesse lasciarsi coinvolgere: vuole togliersi questo peso dalla coscienza. Ippazio cerca Scaglione ma, purtroppo, scopre che si è suicidato impiccandosi. Imma spiega a Ippazio che Don Mariano era riuscito a ricostruire la rete affaristica dietro la costruzione de Il giardino: il progetto era stato realizzato da Giulio Bruno, favorito politicamente da Romaniello e Lombardi, e sponsorizzato economicamente da Zakary e dalla ditta Firex: volevano interrare i rifiuti tossici là sotto. Le persone coinvolte sarebbero state al sicuro poiché abitano nei villoni fuori Matera. Ippazio le chiede quale sia il ruolo di Scaglione, e perché lui e Don Mariano siano rimasti insieme fino alla fine: Imma chiarisce che Scaglione è stato bravo a restare fuori dall'affare almeno fino al bando per la realizzazione dell'appalto, avvenuta poco dopo la morte di Don Mariano; grazie alle foto scattate da Samuel, Don Mariano aveva scoperto che Scaglione faceva parte di quella cupola. L'uomo si è suicidato perché era all'oscuro della faccenda dei rifiuti tossici e della malattia di Iannuzzi, pensando che si trattasse solamente di una delle tante speculazioni edilizie.
Mentre in città si sta svolgendo la parata della Madonna della Bruna, Ippazio confessa a Imma di essere geloso della sua famiglia e di tutti quelli che passano del tempo con lei, e si baciano appassionatamente. Mentre assiste alla parata con Pietro e Valentina, Imma riceve un messaggio da Porzia, la quale ha fotografato di nascosto dei documenti nell'ufficio dei Vitali nei quali c'è la domanda di trasferimento suggerita da Romaniello; tuttavia, poco dopo lo stesso Vitali si affaccia da un balcone adiacente sostenendo di non poter fare a meno del suo acume nonostante il carattere impossibile. Da una terrazza poco lontano anche Ippazio assiste alla parata, e si scambia un sorriso con Imma.
- Altri interpreti: Anna Maria De Luca (Porzia), Ilaria Brusadelli (Penelope), Gaetano Solfrizzi (Angelo Latronico), Simonetta Solder (Chiara Latronico), Nicola Rignanese (Antonio Scaglione), David Coco (Pasquale Iannuzzi), Lia Cellamare (Ilaria), Irma Ciaramella (primario), Vito Facciolla (Ignazio Mileo), Julia Ferrara (Ilona), Eva Immediato (Rosa Divella), Ilir Jacellari (Nicolaus), Pietro Lamacchia (proprietario del campo), Tommaso Lipari (Alessi), Giuseppe Loconsole (Giuseppe Mazzocca), Mariantonella Loverro (segretaria di Vitali), Silvio Mancini (Bruno Mottola), Antonio Montemurro (padre di Pietro), Alessandro Parise (Morelli), Eustachio Scarano (fedele nella chiesa di Don Mariano), Valerio Stano (portantino dell'ambulanza), Maurizio Toran (custode del cimitero), Guendalina Losito (Bea).
- Ascolti: telespettatori 4 742 000 – share 22,2%[8].